# Liste der denkmalgeschützten Objekte in St. Leonhard im Pitztal
Die Liste der denkmalgeschützten Objekte in St. Leonhard im Pitztal enthält die 15 denkmalgeschützten, unbeweglichen Objekte der Gemeinde St. Leonhard im Pitztal.

## Denkmäler
| Foto |                 | Denkmal | Standort                                          | Beschreibung | Metadaten |
| ---- | --------------- | --- | ------------------------------------------------- | --- | --- |
| ja   | Datei hochladen | Marienkapelle in Bichl HERIS-ID: 23153 Objekt-ID: 19501 TKK: 20770                                                | bei Bichl 206 Standort KG: Pitztal                | rund geschlossen, flache Tonne, geschnitztes Mariengnadenbild | BDA-Hist.: Q37874483 Status: § 2a Stand der BDA-Liste: 2025-06-30 Name: Marienkapelle in Bichl GstNr.: .202 Marienkapelle Bichl                                                                   |
| ja   | Datei hochladen | Mariahilfkapelle in Enzenstall HERIS-ID: 23157 Objekt-ID: 19505 TKK: 20773                                        | bei Enzenstall 56 Standort KG: Pitztal            | Bau flachrund geschlossen, Tonne; Altararchitektur ca. aus 1700, Marahilf-Bild aus dem 19. Jahrhundert | BDA-Hist.: Q37874495 Status: § 2a Stand der BDA-Liste: 2025-06-30 Name: Mariahilfkapelle in Enzenstall GstNr.: 6447 Mariahilfkapelle Enzenstall                                                   |
| ja   | Datei hochladen | Kapelle Köfels HERIS-ID: 23159 Objekt-ID: 19507 TKK: 20775                                                        | Köfels 108, in der Nähe Standort KG: Pitztal      | Altar aus dem 19. Jahrhundert, volkstümliche Pietà | BDA-Hist.: Q37874510 Status: § 2a Stand der BDA-Liste: 2025-06-30 Name: Kapelle Köfels GstNr.: .705 Kapelle Köfels                                                                                |
| ja   | Datei hochladen | Kapelle Neurur HERIS-ID: 23161 Objekt-ID: 19509 TKK: 20777                                                        | neben Neurur 264 Standort KG: Pitztal             | Bau bezeichnet mit 1904 | BDA-Hist.: Q37874523 Status: Bescheid Stand der BDA-Liste: 2025-06-30 Name: Kapelle Neurur GstNr.: .930 Kapelle Neurur, St. Leonhard im Pitztal                                                   |
| ja   | Datei hochladen | Kapelle Piösmes HERIS-ID: 23162 Objekt-ID: 19510 TKK: 20778                                                       | bei Piösmes 77 Standort KG: Pitztal               | Altar um 1800, Ecce-Homo-Bild, an der Straße steht zudem eine lebensgroße Leonhardsfigur aus der zweiten Hälfte des 17. Jahrhunderts | BDA-Hist.: Q37874550 Status: § 2a Stand der BDA-Liste: 2025-06-30 Name: Kapelle Piösmes GstNr.: .867 Ortskapelle Piösmes, St. Leonhard im Pitztal                                                 |
| ja   | Datei hochladen | Kath. Pfarrkirche Mariahilf und Friedhof in Plangeross HERIS-ID: 23164 Objekt-ID: 19512 TKK: 20768, 115697, 20769 | Plangeross 13 Standort KG: Pitztal                | Der Barockbau wurde anstelle eines Vorgängerbaues 1765 errichtet und 1778 geweiht. Der optische Eindruck wird durch den gedrungenen, massigen Ostturm mit Pyramidendach bestimmt. Das Langhaus ist dreijochig mit Rundbogenfenstern, der Chor eingezogen und westlich ein Vorjoch angebaut. Innen quadratisches Schiff mit Platzlgewölbe auf Pfeilern und korbbogiger Triumphbogen. Der Altarraum ist dreiseitig geschlossen, die Empore ruht auf Rundsäulen. Die Deckenmalerei stammt von Wolfram Köberl aus dem Jahre 1976. Die Kirche ist von einem Friedhof umgeben, der 1778 urkundlich erwähnt wurde. | BDA-Hist.: Q19971377 Status: § 2a Stand der BDA-Liste: 2025-06-30 Name: Kath. Pfarrkirche Mariahilf und Friedhof in Plangeross GstNr.: .797 Pfarrkirche Plangeross                                |
| ja   | Datei hochladen | Josefskapelle in Zaunhof HERIS-ID: 23174 Objekt-ID: 19522 TKK: 20787                                              | südöstlich Rauchenbichl 101 Standort KG: Pitztal  | Bau aus dem 19. Jahrhundert, Bild der Heiligen Familie ebenfalls aus dem 19. Jahrhundert | BDA-Hist.: Q37874607 Status: § 2a Stand der BDA-Liste: 2025-06-30 Name: Josefskapelle in Zaunhof GstNr.: 6620 Josefskapelle Zaunhof                                                               |
| BW   | Datei hochladen | Kapelle Rehwald HERIS-ID: 23165 TKK: 20779seit 2022                                                               | bei Rehwald 44 Standort KG: Pitztal               | Die kleine, gemauerte Wallfahrtskapelle über rechteckigem Grundriss mit Satteldach wurde in den Hang gebaut und stammt vom Beginn des 18. Jahrhunderts. Sie ist giebelseitig über ein Rundbogenportal erschlossen, an der südöstlichen Traufseite befindet sich ein Rundbogenfenster mit tiefem Gewände. Im Inneren eine flache Holzkassettendecke. | BDA-Hist.: Q94968076 Status: Bescheid Stand der BDA-Liste: 2025-06-30 Name: Kapelle Rehwald GstNr.: 6684                                                                                          |
| ja   | Datei hochladen | Kath. Pfarrkirche hl. Leonhard HERIS-ID: 23150 Objekt-ID: 19498 TKK: 20762                                        | Sankt Leonhard im Pitztal 49 Standort KG: Pitztal | Die Pfarrkirche hl. Leonhard wurde urkundlich 1485 erwähnt, eine Weihe erfolgte 1666. Nach 1762 erfolgte ein Umbau, darauffolgend die Weihe 1778. Der einfache Bau hat Rundbogenfenster und einen eingezogenen, polygonalen Chor, der Nordturm zweibahnige Fenster und ein Zeltdach. Über dem dreijochigen Langhaus und dem Chor Tonnengewölbe mit Stichkappen über Pilastern. Rundbogiger Triumphbogen und zweigeschoßige, hölzerne Empore. Die Kirche ist von einem Friedhof umgeben. | BDA-Hist.: Q19971379 Status: § 2a Stand der BDA-Liste: 2025-06-30 Name: Kath. Pfarrkirche hl. Leonhard GstNr.: .279 Pfarrkirche St. Leonhard im Pitztal                                           |
| BW   | Datei hochladen | Wohngebäude des ehem. Paarhofes Schrofenhof HERIS-ID: 243097 TKK: 20825seit 2024                                  | Schrofen 46 Standort KG: Pitztal                  | Der weigeschoßiger Bau in Mischbauweise stammt aus den Jahren 1745–1749 und wurde 1912 renoviert. Hier wohnte der Fotopionier Josef Schöpf. | BDA-Hist.: Q126122408 Status: Bescheid Stand der BDA-Liste: 2025-06-30 Name: Wohngebäude des ehem. Paarhofes Schrofenhof GstNr.: 2723/2                                                           |
| ja   | Datei hochladen | Kapelle Wiese HERIS-ID: 23171 Objekt-ID: 19519 TKK: 20785                                                         | bei Wiese 1 Standort KG: Pitztal                  | Bau aus dem 18. Jahrhundert, klassizistischer Marienaltar | BDA-Hist.: Q37874583 Status: § 2a Stand der BDA-Liste: 2025-06-30 Name: Kapelle Wiese GstNr.: 6731 Kapelle Wiese, St. Leonhard im Pitztal                                                         |
| ja   | Datei hochladen | Expositurkirche hl. Josef und Friedhof in Zaunhof HERIS-ID: 23172 Objekt-ID: 19520 TKK: 20766                     | Zaunhof 36 Standort KG: Pitztal                   | Die einfache Barockkirche im Weiler Zaunhof wurde 1775 errichtet und 1778 geweiht. Das Bauwerk besteht aus einem Langhaus mit schmälerem, nördlichen Vorjoch und einer kleinen Vorhalle an der Nordfassade. Der Südturm besitzt rundbogige Schallfenster und einen durch Gesimse abgesetzten achteckigen Aufsatz mit Laterne. Das Deckengemälde wurde 1978 von Wolfram Köberl gefertigt. | BDA-Hist.: Q19971199 Status: § 2a Stand der BDA-Liste: 2025-06-30 Name: Expositurkirche hl. Josef und Friedhof in Zaunhof GstNr.: 6607 Expositurkirche Zaunhof, St. Leonhard im Pitztal           |
| ja   | Datei hochladen | Friedhof und Kapelle HERIS-ID: 23151 Objekt-ID: 19499 TKK: 115695, 20763, 20864                                   | Standort KG: Pitztal                              | Der Friedhof wurde 1485 urkundlich erwähnt. Die Totenkapelle stammt aus der 2. Hälfte des 17. Jahrhunderts, laut lokalem Kirchenführer wurde die Kapelle im Jahr 1700 errichtet. Im Inneren befinden sich unter anderem vier Leinwandbilder mit Allegorien über den Tod. Im Zuge der Pfarrkirchenrenovierung Anfang der 1990er wurde das ehemalige „Buenhaus“ in eine Totenkapelle umgebaut. Im selben Zeitraum wurde auch der Friedhof renoviert und ein Kriegerdenkmal errichtet. | BDA-Hist.: Q37874454 Status: § 2a Stand der BDA-Liste: 2025-06-30 Name: Friedhof und Kapelle GstNr.: .280/1, 2780 Friedhof und Kapelle, St. Leonhard im Pitztal                                   |
| ja   | Datei hochladen | Wallfahrtskirche hl. Maria am Bichele mit 20 Stationsbildstöcken HERIS-ID: 23152 Objekt-ID: 19500 TKK: 20764      | Standort KG: Pitztal                              | Die Wallfahrtskirche hl. Maria am Bichele wurde im 19. Jahrhundert zwischen 1828 und 1830 errichtet, davor stand an selber Stelle eine im frühen 17. Jahrhundert errichtete Kapelle. Die Kirche hat ein hohes langes Schiff und einen schmäleren, dreiseitig schließenden Chor. Auf dem geschmiegten Satteldach steht ein kleiner, offener Dachreiter. Die Fassaden haben eine gemalte Faschengliederung und hochrechteckige Fenster. Im Giebelfeld befindet sich ein Oculus mit der Bauinschrift 1830. Die 20 Bildstöcke stammen vom Anfang des 20. Jahrhunderts.                                          | BDA-Hist.: Q21448213 Status: § 2a Stand der BDA-Liste: 2025-06-30 Name: Wallfahrtskirche hl. Maria am Bichele mit 20 Stationsbildstöcken GstNr.: .297, 5315 Wallfahrtskirche hl. Maria am Bichele |
| ja   | Datei hochladen | Lourdeskapelle in Schußlehen HERIS-ID: 23167 Objekt-ID: 19515 TKK: 20781                                          | Schußlehn 117, bei Standort KG: Pitztal           | Bau bezeichnet mit 1684 | BDA-Hist.: Q37874574 Status: Bescheid Stand der BDA-Liste: 2025-06-30 Name: Lourdeskapelle in Schußlehen GstNr.: .31 Lourdeskapelle in Schußlehen                                                 |